# 有川博
有川 博（ありかわ ひろし、1940年11月2日 - 2011年10月16日）は、日本の俳優、声優、ナレーター。鹿児島県出身。演劇集団 円に所属していた。

## 来歴・人物
神奈川県立横須賀工業高等学校卒業。
劇団俳優座養成所を経て、1965年、劇団雲に入団。
1975年から演劇集団 円に所属。彫りの深い二枚目俳優で、テレビで沖田総司やメロドラマのヒロインの相手役などを演じていたこともあった。晩年は歴史上の人物（江戸幕府の重役など）を演じることも多かった。声優としては、アニメでは老人役を数多く演じ、映画『ロード・オブ・ザ・リング』でガンダルフ役のイアン・マッケランの吹替を担当して以降マッケランの吹き替え声優としても活躍した。
2011年10月16日、急性呼吸不全のため東京都狛江市の病院で死去。70歳没。同年9月にNHKで朗読を務めたのが最後の仕事になった。同年10月18日に営まれた通夜には「円・演劇研究所」の教え子であり、「演劇集団 円」の後輩でもあった渡辺謙、朴璐美らが参列した。翌19日に営まれた葬儀・告別式には里見浩太朗や菅伸子らが参列した。通夜で渡辺は「有川さんの演じた舞台夜叉ケ池を見てこの世界に入ったんです」と語った。葬儀・告別式で、20年以上親交があった里見は「本当に温厚で、まじめな俳優。ただ、酒とたばこの誘惑に勝てなかった」、「弟のような存在でした」と語った。戒名は「實相院法博居士」。
特技はバレエ。

## 後任
有川の死後、役を引き継いだ人物は以下の通り。
| 後任       | 役名                                  | 概要作品                                     | 後任の初担当作品              |
| ---------- | ------------------------------------- | -------------------------------------------- | ----------------------------- |
| 藤本譲     | 風林寺隼人                            | 『史上最強の弟子ケンイチ』                   | 単行本第46巻特装版OVA         |
| 羽佐間道夫 | ガンダルフ                            | 「ロード・オブ・ザ・リングシリーズ」         | 『ホビット 思いがけない冒険』 |
| 吉見一豊   | ピーター・ヴォーステッド              | 『リーサル・ウェポン2/炎の約束』テレビ朝日版 | WOWOW追加収録                 |
| 吉見一豊   | ジャック・トラヴィス                  | 『リーサル・ウェポン3』テレビ朝日版          | WOWOW追加収録                 |
| 家弓家正   | エリック・レーンシャー / マグニートー | 「X-MENシリーズ」                            | 『ウルヴァリン:SAMURAI』      |
| 世古陽丸   | オマー                                | 『ナイルの宝石』テレビ朝日版                 | WOWOW追加収録                 |
| 後藤敦     | マーリン                              | 「キングダム ハーツ シリーズ」               | 『キングダム ハーツIII』      |
| 土師孝也   | ハンス・グルーバー                    | 『ダイ・ハード』テレビ朝日版                 | スターチャンネル追加収録      |

## 出演作品（俳優）

### テレビドラマ
- テレビ指定席「魚住少尉命中」（1963年、NHK） ※映像が現存しており、DVDが発売されている
- これが青春だ（1966年、NTV）
- あいつと私（1967年、NTV） - 西田恵子の学友
- ザ・ガードマン （TBS / 大映テレビ室）第162話「一億円交響楽」（1968年）
- 大河ドラマ（NHK）
  - 竜馬がゆく（1968年） - 乾退助
  - 勝海舟（1974年） - 伊沢謹吾
  - 獅子の時代（1980年） - 月形潔
  - 徳川家康（1983年） - 大谷吉継
  - 春の波涛（1985年）- 内村鑑三
  - 独眼竜政宗（1987年） - 新城弾正
  - 武田信玄（1988年） - 高間雄斎
  - 八代将軍吉宗（1995年） - 松平壱岐守定行
  - 徳川慶喜（1998年） - 堀田正睦
- 風 第28話「暮れ六ツまで」（1968年、TBS）
- 頑張れ!かあちゃん（1969年、NET） - 木田信一郎（長男）
- ポーラテレビ小説 / 安ベエの海（1969年 - 1970年、TBS） - 加納敬作（中尉）
- ありがとう（1970年、TBS） - 鶴田衛
- 赤ひげ（1972年、NHK）
- 新選組（1973年、CX） - 沖田総司
- 風雲ライオン丸 第1話「飛び出せ弾丸変身!」（1973年、CX） - 弾影之進
- 銭形平次 （CX / 東映）
  - 第442話「風は哭いていた」（1974年） - 眉喬介
  - 第586話「壺振りのお駒」（1977年） - 秋山新之助
  - 第691話「涙の重さ」（1979年） - 峰次郎
- 水戸黄門（TBS / C.A.L）
  - 第6部 第13話「忍びの女 -鳥取-」（1975年6月23日） - 工藤新八郎
  - 第10部 第17話「御老公を暗殺せよ!! -彦根-」（1979年12月3日） - 瓜生治一郎
  - 第12部 第9話「闇に閃く白頭巾 -膳所-」（1981年10月26日） - 高島平四郎
  - 第15部 第35話「命を賭けた裏切り武士道 -高崎-」（1985年9月23日） - 月岡十内
  - 第16部 第13話「想い叶えた愛の組紐 -膳所-」（1986年7月21日） - 夏川太十郎
  - 第17部 第1話「水戸黄門 -水戸・江戸-」（1987年8月24日） - 立花喬之助
  - 第24部 第6話「お髭を染めた黄門さま -大坂-」（1995年10月23日） - 吉兵衛
  - 第25部 第4話「漉いて好かれた三島暦 -三島-」（1997年1月13日） - 沖藤弦太夫
  - 第29部 第11話「木綿畑に正義の矢 -出雲・松江-」（2001年6月11日） - 岸崎左久次
  - 第31部 第22話「陰謀渦巻く福岡城 -下関・博多-」（2003年3月24日） - 阿部正武
  - 第32部 第12話「奉公先は子だくさん -仙台-」（2003年11月3日） - 万代右京亮
  - 第33部 第21話「男意気地の恩返し -村上-」（2004年9月13日） - 三枝嘉門
  - ナショナル劇場50周年記念特別企画スペシャル （2006年3月13日） - 吉崎藍物
  - 第38部 第20話「温泉芸者が結ぶ仲 -修善寺-」（2008年6月2日） - 大室朔兵衛
  - 第39部（2008年） - 永井左衛門
    - 第1話「青空、恋空、江戸の空 いざ旅立ち!」
    - 第10話「江戸の陰謀を長崎で討て!」

  - 第41部 第10話「親子手まりで大勝負 -和歌山-」（2010年6月14日） - 安宅忠興
- 三日月情話（1976年、CX / THK / 日本現代企画） - 下条鋭一
- 隠し目付参上 第11話「天一坊がまた出たか!?」（1976年、MBS / 三船プロ） - 徳川敏次郎
- お耳役秘帳 第13話「危機一髪」（1976年、KTV / 歌舞伎座テレビ） - 尾形
- 遠山の金さん （NET / 東映）
  - 第1シリーズ 第51話「夕陽に燃えた必殺剣」（1976年） -  時造
  - 第2シリーズ 第13話「悪夢を覚ませ！女親分」（1979年） - 与之吉
- 命もいらず名もいらず〜西郷隆盛伝〜（1977年、TBS） - 村田新八
- 気まぐれ天使 第42話「ゴール前の混戦」（1977年、NTV / ユニオン映画） - 西島武夫
- 桃太郎侍 高橋英樹版（NTV / 東映）
  - 第53話「じゃじゃ馬剣法」（1977年） - 大島小十郎
  - 第87話「鶴が啼く岸辺」（1978年） - 貴三郎
  - 第114話「タヌ助かかった恋の罠 （1978年） - 巳之助(＝野狐小僧)
  - 第187話「旅は道連れ世は無情」（1980年） - 喜市
- 大江戸捜査網（12ch / 三船プロ）
  - 第272話「十手に賭けた怨み節」（1976年） - 水島新八郎
  - 第316話「恋なさけ捨身の木遣唄」（1977年） - 巳之吉
  - 第357話「危機一髪凶悪の罠」（1978年） - 杉田半四郎
  - 第420話「十手に賭けた涙の離縁状」（1979年） - 安吉
- 必殺シリーズ（ABC・松竹）
  - 新・必殺仕置人 第35話「宣伝無用」（1977年） - 宇之吉
  - 江戸プロフェッショナル・必殺商売人（1978年） - 坂口
    - 第1話「女房妊娠 主水慌てる」
    - 第3話「むかし夫婦いま他人」
    - 第8話「夢売ります手折り花」 - 第10話「不況に新商売の倒産屋」
    - 第15話「証人に迫る脅しの証言無用」
    - 第17話「仕掛けの罠に仕掛けする」
    - 第21話「暴走を操る悪の大暴走」

  - 翔べ! 必殺うらごろし 第6話「男にかけた情念で少女は女郎に化身した」（1979年） - 与八
  - 必殺仕事人 第19話「仕事人が女に惚れてなぜ悪い?」（1979年） - 野島誠之進
  - 新・必殺仕事人 第32話「主水安心する」（1982年） - 熊森伝蔵
  - 必殺渡し人 第4話「花火の夜に渡します」（1983年） - 与吉
  - 必殺仕切人 第13話「もしも16000両だましとられたら」（1984年） - 石谷
  - 必殺橋掛人 第13話「子連れ刺客の魔剣を探ります」（1985年） - 日下部伊織
  - 必殺仕事人V・激闘編 第23話「組紐屋の竜、襲われる」（1986年） - 冨十郎
  - 必殺仕事人V・旋風編 第13話「主水化粧する」（1987年） - 藤尾欽兵衛
  - 必殺仕事人2009 第4話「薬物地獄」（2009年） - 入船の嘉助
- 特捜最前線（ANB / 東映）
  - 第15話「目撃・ある人妻の証言」（1977年） - 杉原
  - 第65話「深夜DJ・情死を売る女!」（1978年）
  - 第93話「恐怖のテレフォン・セックス魔!」（1979年）
- ご存知!女ねずみ小僧 第18話「ふるさとの雪恋し」（1977年、CX / 松竹） - 室生鉄之進
- 新五捕物帳 第5話「掟の陰に消えた女」（1977年、NTV / ユニオン映画） - 伊之
- 花王 愛の劇場 / 誰か故郷を想わざる（1977年、TBS）
- 破れ奉行 第37話「梅の一八三三の女」（1977年、ANB / 中村プロ） - 吉沢倉之助
- 人形佐七捕物帳 第34話「逆夢を買った女」（1977年、ANB / 東映） - 柏木田三郎
- 江戸の渦潮（1978年、CX）
- 暴れん坊将軍シリーズ（ANB / 東映）
  - 吉宗評判記 暴れん坊将軍
    - 第11話「日本一の木遣唄」（1978年） - 又助
    - 第68話「涙のにせ訴状」（1979年） - 仁吉
    - 第103話「大騒動!寄り道したのが悪かった」（1980年） - 喜三郎
    - 第162話「纏が咲かせた人参の花」（1981年） - 君和田絋二郎
    - 第181話「絵筆に誓った兄弟仁義」（1981年） - 井深栄之進

  - 暴れん坊将軍II
    - 第92話「誰がワルやら閻魔やら!」（1985年） - 多田左内
    - 第142話「捨て子の父は辰五郎!?」（1986年） - 脇坂主計

  - 暴れん坊将軍III 第14話「春の宴に舞う女」（1988年） - 毛利甲斐守
  - 暴れん坊将軍IV
    - 第8話「逃げた花嫁」（1991年） - 加賀爪外記
    - 第27話「大奥の女」（1991年） - 真壁和泉守
    - 第56話「誇り高き逃亡者!」（1992年） - 岩田監物

  - 暴れん坊将軍V 第14話「歌ってよ、子守唄を」（1993年） - 牧野備前守
  - 暴れん坊将軍VI
    - 第13話「母と子の南部牛追い唄」（1995年） - 井出彦四郎
    - 第39話「死を呼んだ悲願花」（1995年） - 紀州屋栄二郎

  - 暴れん坊将軍IX 第7話「謀略! あやつり人形にこき使われた吉宗」（1999年） - 桧垣大膳
  - 暴れん坊将軍X  第14話「女髪結い床繁盛記 元結に隠された密書」（2000年） - 内藤大炊頭
  - 暴れん坊将軍XII 第6話「怪盗キツネ小僧!裏切られた幼な心」（2002年） - 細川豊後守
- 太陽にほえろ!（NTV / 東宝）
  - 第371話「愛するもののために」（1979年） - 雨谷暁彦
  - 第416話「ゴリさんが殺人犯?」（1980年） - 瀬川修
  - 第613話「ヘッドハンター」（1984年） - 桑田一則
  - 太陽にほえろ!PART2 第9話「見知らぬ侵入者」（1987年） - 岩本孝典（東都大学教育学部助教授）
- 江戸の牙 第2話「戦慄! 蛇目傘の女」（1979年、ANB / 三船プロ）
- 水曜時代劇 / 日本巌窟王（1979年、NHK） - 神谷十太夫
- 大空港 第60話「襲撃!空港特捜車を爆破しろ!!」（1979年、CX /松竹） - 神保弁護士
- サンキュー先生（1980年、ANB） - 増井平太郎
- 金曜ドラマ / 突然の明日（1980年、TBS） - 阿南政臣
- ザ・ハングマンシリーズ（ABC / 松竹芸能）
  - ザ・ハングマン 第26話「コンピューター死刑執行人登場」（1981年） - 仲上
  - 新ハングマン 第13話「天使を喰うハイエナ病院」（1983年） - 緑川副院長（豊里総合病院）
- 江戸を斬る シリーズ（TBS / C.A.L）
  - 江戸を斬るIV 第18話「俺らの父は岡つ引き」（1979年） - 新富町の清六
  - 江戸を斬るV 第25話「嵐にひそむ非情の罠」（1980年） - 堤精四郎
- 長七郎天下ご免! 第72話「父二人 江戸のつむじ風」（1981年、ANB / 東映）- 平吉
- 土曜ワイド劇場
  - 死刑執行五分前・息子は犯人じゃない!（1981年、ABC / 東映）
  - 超高層ホテル殺人事件（1982年） - 村田刑事
  - 松本清張の溺れ谷（1983年）
  - 江戸川乱歩の美女シリーズ 第2作「黒い仮面の美女 江戸川乱歩の『凶器』」（1987年） - 関谷茂
  - 家政婦は見た! 第13作（1994年） - 塩塚公平
  - 新・赤かぶ検事奮戦記 第3作（1996年） - 足立晴雄
  - 棟居刑事シリーズ 第2作「棟居刑事の純白の証明」（2007年） - 秋葉清志
  - 新聞記者・鶴巻吾郎 第2作「北陸～金沢 加賀温泉郷 山中節殺人事件」（2008年） - 麻生瑞樹
  - 西村京太郎トラベルミステリー 第53作「山形新幹線 つばさ111号の殺人」（2010年2月6日、EX） - 小川長久
- 西部警察 第77話「38時間の戦慄」（1981年、ANB / 石原プロ） - 杉山清（銃砲火薬店社長）
- 噂の刑事トミーとマツ 第2シリーズ 第17話「アリャ?! カラテ美女の意外な弱点」（1982年、TBS / 大映テレビ） - 山本
- 愛の十字架（1982年、MBS）
- 事件記者チャボ!（1983年、NTV） - 大河原信英
- 大奥 第4話「禁じられた恋」・第5話「お湯殿の誘惑」（1983年、KTV / 東映） - 堀田重次
- 私鉄沿線97分署 第29話「押しかけ刑事のマイホーム作戦!?」・第30話「栄転!サヨナラ杏子ちゃん!!」（1985年、ANB / 国際放映） - 室伏
- 真田太平記（1985年、NHK）
- 木曜ドラマストリート / 殺人よ、こんにちは（1985年、フジ） - 有紀子の父親
- 影の軍団IV 第16話「女忍者、最後の涙」（1985年、KTV / 東映） - 大久保武教
- 長七郎江戸日記 第1シリーズ（NTV / ユニオン映画）
  - 第52話「幻の母を見た」（1985年） - 桑原要之進
  - 第103話「謎のエゲレス時計」（1986年） - 瀬川有之進
- 遠山の金さんII (高橋英樹) 第24話「女能面殺人事件!」（1986年、テレビ朝日） - 盛次郎
- 月曜ドラマランド / 藤子不二雄の夢カメラ（1986年、CX）
- メタルヒーローシリーズ（ANB）
  - 時空戦士スピルバン 第20話「愛と哀しみの人造人間」（1986年） - 坂田博士
  - 超人機メタルダー 第34話「千の顔を持つ帝王・ネロス」 - 第39話「大決戦! メタルダーよ永遠に」（1987年） - 仰木信吾
- 水曜ドラマスペシャル→月曜ドラマスペシャル→月曜ゴールデン（TBS）
  - 森繁久彌シリーズ おやじのヒゲ 第1作（1986年）
  - 刑事ガンさんシリーズ 第3作「京都祇園祭り殺人事件」（1993年、松竹)
  - 刑事・野呂盆六 第2作「殺意のマリア」（1994年）
  - 浅見光彦シリーズ 第11作「蜃気楼・越中殺人事件」（1998年）※辰巳琢郎版
  - 探偵 左文字進 第13作「左文字が殺人犯!?」（2009年） - 大道寺龍三
  - 赤かぶ検事奮戦記 第1作「悪夢の女相続人」（2009年） ‐ 松岡宗太郎
- 水曜ドラマ / 妻たちの課外授業II（1986年 - 1987年、NTV） - 滝塾長
- 火曜サスペンス劇場（NTV）
  - わが子は殺人者（1986年）
  - ウエディングドレス（1986年） - 安川吾朗
  - 引き裂かれた夜（1988年、NTV映像センター）
  - 幸福な朝食（1988年、NTV映像センター）
  - 99%の誘拐（1992年）
  - 松本清張スペシャル・影の地帯（1993年） - 鳥井部長
  - 地方記者・立花陽介 第3作「釜石遠野通信局」（1994年） ‐ 東山玄次
  - 当番弁護士 第4作（1997年） - 脇坂司郎
- 金曜女のドラマスペシャル（1987年、CX）
  - 女刑事・遠山怜子 第3作「懇切な遺書 特捜婦警が鬼になる時」（東宝）
  - 二重裁判 宿命の女（大映テレビ）
- ジャングル「少女失踪事件」（1987年、NTV / 東宝） - 岡崎
- 年末時代劇スペシャル（NTV）
  - 忠臣蔵（1985年） - 冨森助右衛門
  - 白虎隊（1986年） - 梶原平馬
  - 田原坂（1987年） - 山縣有朋
  - 源義経（1991年） - 大江広元
- 花の生涯 井伊大老と桜田門（1988年） ‐ 堀田正睦
- ベイシティ刑事 第14話「身替わり殺人・炎の中に消えた女」（1988年、ANB・東映）
- はぐれ刑事純情派（ANB / 東映）
  - 第1シリーズ 第10話「老人の夢をくう女」（1988年） - 須藤昭夫
  - 第2シリーズ 第4話「狙われた幼女」（1989年）
- もっとあぶない刑事 第5話「争奪」（1988年、NTV / セントラル・アーツ） - 高井弁護士
- 月曜・女のサスペンス / 殺意の風景-砂色の迷宮-（1989年、TX / プロジェクトエー）
- 月影兵庫あばれ旅（TX / 松竹）
  - 第1シリーズ 第11話「極楽太鼓が鳴る地獄」（1989年） - 栗田主馬
  - 第2シリーズ 第4話「弱い女が一番怖い」（1990年） - 赤川左門
- 名奉行 遠山の金さん（ANB / 東映）
  - 第2シリーズ 第16話「仮面の女盗賊 半平を狙う」（1989年） - 神坂直知
  - 第3シリーズ 第13話「寛永寺炎上、危機一髪」（1990年） - 木曽屋惣佐衛門
  - 第5シリーズ 第9話「花嫁に化けた女目明し」（1993年） - 武州屋嘉兵衛
  - 第6シリーズ 第16話「女金貸しの仇討ち」（1994年） - 真鍋重房
  - 第9シリーズ（金さんVS女ねずみ） 第11話「奉行の母! 長崎の秘密」（1998年） - 湊屋藤蔵
- 勝手にしやがれヘイ!ブラザー 第21話（1990年、NTV / セントラル・アーツ） - 村上
- 白い巨塔（1990年、ANB） - 菊川教授
- 正月ドラマスペシャル / 恋しとよ君恋しとよ（1991年、NHK） - 松平信綱
- 金曜ドラマシアター / 松本清張作家活動40周年記念企画・波の塔 （1991年、CX / 共同テレビ） - 土井
- 不思議サスペンス / 豪邸の不用品（1991年、KTV / 松竹 / 京都映画）
- 殿さま風来坊隠れ旅 第6話「おらんだ遊女の夢」（1994年、ANB）- 鬼塚
- 大地の子（1995年、NHK）
- 御家人斬九郎（CX / 映像京都）
  - 第1シリーズ 第4話「青い肌の謎」（1995年） - 長崎屋新兵衛
  - 第2シリーズ 第6話「仕官の罠」（1997年） - 近藤主膳
- 将軍の隠密!影十八 第1話「闇裁き・花嫁衣装を待つ女」（1996年、EX） - 青山出雲守
- 天晴れ夜十郎（1996 ‐ 1997年） ‐ 水野忠邦
- 踊る大捜査線（1997年、CX） - 真下方面本部長
- 星獣戦隊ギンガマン（ANB） - オーギ
  - 第1話「伝説の刃」（1998年）
  - 第2話「星獣の再来」（1998年）
  - 第50話「明日の伝説」（1999年）
- 12時間超ワイドドラマ / 赤穂浪士（1999年、TX） - 土屋政直
- 昨日の敵は今日の友（2000年、NHK）
- 女と愛とミステリー（TX）
  - 二重裁判（2001年） - 葛原竜一
  - 和泉教授夫妻シリーズ 第2作「湯布院殺人事件」（2002年） - 高梨政太郎
  - 篝警部補の事件簿 第1作「富士六湖殺人水脈」（2003年） ‐ 歌川尚之
  - 刑事吉永誠一 涙の事件簿 第1作「絵が殺した女」（2004年） - 黒田道弘
- 名奉行! 大岡越前 第2シリーズ 第4話「死罪を告げられた越前!? 北町vs南町、哀しき女の嘘」(2006年5月16日) - 山際但馬守
- 相棒 Season5 第8話「赤いリボンと刑事」（2006年11月29日、ANB / 東映） - 石黒喜久雄
- 夫婦道 第1シリーズ（2007年、TBS）
- 愛しのファミーユ （2007年、KBS） - 大原鉄夫
- 陽炎の辻〜居眠り磐音 江戸双紙〜3（2009年、NHK） - 河西勝助
- てのひらのメモ（2010年、NHK） - 東間圭三

### 映画
- 扉はひらかれた（1975年）
- 暴力金脈（1975年）
- 北の宿から（1976年）
- 生徒諸君!（1984年） - 医者 役
- 早春物語（1985年）
- またまたあぶない刑事（1988年） - 矢野弁護士 役
- 写楽（1995年） - 鶴屋喜右衛門 役
- FLOWERS -フラワーズ-（2010年）

### 舞台
- 榎本武揚（1967年、劇団雲） - 浅井十三郎 役
- ロミオとジュリエット（1970年、劇団雲） - ロミオ 役
- 海神別荘（1974年、劇団雲） - 主演
- 夜叉ヶ池（1978年、演劇集団円） - 主演
- 橋幸夫特別公演「吉良仁吉・三下り半」
- ハムレットQ1（1983年、演劇集団円） - ホレーシオ 役
- ジュリアス・シーザー（1989年、演劇集団円） - ブルータス 役
- マイ・フェア・レディー・イライザ（1990年、演劇集団円） - ピカリング大佐 役
- 叔母との旅（1994年、演劇集団円） - 主演
- リタの教育（1997年、1999年、2000年、2002年、佐藤正隆事務所） - フランク 役
- スカイライト（2001年、2002年、佐藤正隆事務所） - トム 役
- アフリカの太陽（2005年、演劇集団円） - 主演
- あわれ彼女は娼婦（2006年、シアターコクーン） - ドナード 役
- シーンズ フロム ザ ビッグ ピクチュアー（2010年、演劇集団 円） - フランク・コイン 役

### バラエティ
- クイズ面白ゼミナール（NHK総合）

## 出演作品（声優）

### テレビアニメ
- レディジョージィ（1983年） - スキフィンズ 役
- MONSTER（2004年） - リヒャルト 役
- Ergo Proxy（2006年） - フーディ 役
- 史上最強の弟子ケンイチ（2006年） - 風林寺隼人 役
- 少年陰陽師（2006年） - 天空 役
- ゴルゴ13（2008年） - グランパ 役
- スレイヤーズREVOLUTION（2008年） - ゴン村長 役
- テガミバチ（2009年） - ナレーション
- 東のエデン（2009年） - 老人A 役
- テガミバチ REVERSE（2010年） - ナレーション
- うさぎドロップ（2011年） - 鹿賀宋一 役

### 劇場アニメ
- 走れ!白いオオカミ（1990年） - キャル 役
- 幕末のスパシーボ（1997年） - 川路聖謨 役
- 風を見た少年（2000年） - サリシュミ 役[10]
- 東のエデン 劇場版II Paradise Lost（2010年） - Mr.OUTSIDE〈亜東才蔵〉 役
- 映画 ベルセルク 黄金時代篇I 覇王の卵（2012年） - ハッサン 役

### ゲーム
- JEANNE D'ARC（2006年） - ルーサー 役
- 少年陰陽師 翼よいま、天（そら）に還れ（2007年） - 天空 役
- キングダム ハーツ バース バイ スリープ（2010年） - マーリン 役
- スーパーロボット大戦OGサーガ 魔装機神 THE LORD OF ELEMENTAL（2012年） - ズヴァイク・ノボトニー 役

### パチスロ
- ナイトライダー（ガース・ナイト）

### 吹き替え

#### 担当俳優
イアン・マッケラン
- X-MEN2（エリック・マグナス・レーンシャー / マグニートー）※劇場公開版
  - X-MEN:ファイナル ディシジョン

- ロード・オブ・ザ・リングシリーズ（ガンダルフ）
  - ロード・オブ・ザ・リング
  - ロード・オブ・ザ・リング/二つの塔
  - ロード・オブ・ザ・リング/王の帰還

- マウス・タウン ロディとリタの大冒険（ザ・ヒキガエル）

スチュアート・ウィルソン
- シャーロック・ホームズの冒険 第二の血痕（トレローニ・ホープ）
- マスク・オブ・ゾロ（ドン・ラファエル・モンテロ）※ソフト版
- リーサル・ウェポン3（ジャック・トラヴィス）※テレビ朝日版

デニス・ホッパー
- スーパーマリオ 魔界帝国の女神（クッパ）※日本テレビ版
- トゥルー・ロマンス（クリフォード・ウォリー）※日本テレビ版
- ファースト・スピード（ロニー）

#### 映画
- 愛と哀しみの果て（デラミア卿〈マイケル・ガフ〉）※ソフト版
- 青い夢の女（アルマン・ズリボヴィッチ）
- 熱い賭け（アクセル・フリード〈ジェームズ・カーン〉）
- アベンジャーズ（サー・オーガスト・デ・ウインター〈ショーン・コネリー〉）
- アリス・イン・ワンダーランド（アスコット卿〈ティム・ピゴット＝スミス〉）※劇場公開版
- アンタッチャブル（ジム・マローン〈ショーン・コネリー〉）※テレビ朝日版
- イルマーレ（サイモン・ワイラー〈クリストファー・プラマー〉）
- ウィスキー（ハコボ・コレル）
- エイセス/大空の誓い（クライス〈ポール・フリーマン〉）※ソフト版
- エグゼクティブ・デシジョン（ナジ・ハッサン〈デヴィッド・スーシェ〉）※テレビ朝日版
- L.A.コンフィデンシャル（ダドリー・スミス〈ジェームズ・クロムウェル〉）※ソフト版
- カーリー・スー（ウォーカー・マコーミック〈ジョン・ゲッツ〉）※ソフト版
- 海底2万マイル（ネモ船長〈マイケル・ケイン〉）※NHK-BS2版
- 鏡の国のアリス（白の騎士〈イアン・ホルム〉）※NHK-BS2版
- カリブの熱い夜（テリー・ブローガン〈ジェフ・ブリッジス〉）※フジテレビ版
- 華麗なるギャツビー（トム・ブキャナン〈ブルース・ダーン〉）※TBS版
- カレンダー・ガールズ（ジョン〈ジョン・アルダートン〉）
- グリーン・ゾーン（ムハンマド・アル＝ラーウィー将軍〈イガル・ノール〉）
- クリスマスに届いた愛（サンタクロース〈ヤン・ルーベス〉）
- コーラス（ピエール・モランジュ〈ジャック・ペラン〉）
- 氷の接吻（アレックス〈パトリック・バーギン〉）※テレビ朝日版
- 地上より永遠に（ミルトン・ウォーデン曹長〈バート・ランカスター〉）※テレビ朝日版
- ゴリラ（パウロ・ロッカ〈ポール・シェナー〉）※テレビ朝日版
- ザ・クライアント 依頼人（ロイ・フォルドリック〈トミー・リー・ジョーンズ〉）※ソフト版
- 殺人サイボーグ リタリエーター（アレックス・ブロック）
- ザ・ディープ（デヴィッド〈ニック・ノルティ〉）※テレビ朝日版
- ザ・ドッグ・ファイター（ジェイ・リヴァーズ〈バリー・ボストウィック〉）
- シェナンドー河（チャーリー・アンダーソン〈ジェームズ・ステュアート〉）※ソフト版
- ジェリコ（ドラン〈ジョージ・ペパード〉）※フジテレビ版
- 十戒（ナレーション〈セシル・B・デミル〉）※テレビ朝日版
- 死と処女（ロバート・ミランダ医師〈ベン・キングズレー〉）
- シャイン（ピーター・ヘルフゴット〈アーミン・ミューラー＝スタール〉）
- 10億分の1の男（サム〈マックス・フォン・シドー〉）
- シンドバッド虎の目大冒険（シンドバッド〈パトリック・ウェイン〉）※ソフト版
- シンバッド七回目の航海（シンドバッド〈カーウィン・マシューズ〉）
- 推定無罪（サンディ・スターン〈ラウル・ジュリア〉）※ソフト版
- スターダスト（ストームホールド王〈ピーター・オトゥール〉）
- スタンピード（サム・バーネット〈ジェームズ・ステュアート〉）※ソフト版
- スティング（ドイル・ロニガン〈ロバート・ショウ〉）※テレビ朝日版
- スノー・バディーズ 小さな5匹の大冒険（タロン〈クリス・クリストファーソン〉）
- スリーメン&ベビー（ピーター・ミッチェル〈トム・セレック〉）※VHS版
- セブンソード（天山の大師）
- 草原の輝き（バド・スタンパー〈ウォーレン・ベイティ〉）※テレビ朝日版
- タイムライン（ロバート・ドニガー〈デヴィッド・シューリス〉）
- ダイ・ハード（ハンス・グルーバー〈アラン・リックマン〉）※テレビ朝日版
- 太陽がいっぱい（フィリップ・グリンリーフ〈モーリス・ロネ〉）※テレビ朝日版
- チャイナ・シンドローム（リチャード・アダムス〈マイケル・ダグラス〉）
- 追憶（ハベル・ガードナー〈ロバート・レッドフォード〉）
- 天使と悪魔（シュトラウス〈アーミン・ミューラー＝スタール〉）
- 天使とデート（エド・ウィンストン〈デヴィッド・デュークス〉）
- 天地創造（アブラハム〈ジョージ・C・スコット〉）※日本テレビ版
- トゥルー・グリット（ルーベン・コグバーン / ルースター〈ジェフ・ブリッジス〉）
- ナイルの宝石（オマー・カリファ）※テレビ朝日版
- 9デイズ（オークス〈アンソニー・ホプキンス〉）※ソフト版
- ナルニア国物語/第2章: カスピアン王子の角笛（コルネリウス博士〈ヴィンセント・グラス〉）
- ネバーランド（チャールズ・フローマン〈ダスティン・ホフマン〉）
- ノーラヴ・ノーライフ（マイケル・スタンフォード〈クリストファー・ロイド〉）
- ハード・トゥ・キル（ヴァーノン・トレント上院議員〈ウィリアム・サドラー〉）※テレビ朝日版
- ビッグ・リボウスキ（ジェフリー・リボウスキ〈デヴィッド・ハドルストン〉）※VHS・旧DVD版
- 羊たちの沈黙（ジャック・クロフォード〈スコット・グレン〉）※VHS版
- ファーゴ（ウェイド・グスタフソン〈ハーヴ・プレスネル〉）※ソフト版
- ファイナル・カウントダウン（リチャード・オーエンス中佐〈ジェームズ・ファレンティノ〉）※テレビ朝日版
- フェア・ゲーム（イリア・カザク大佐〈スティーヴン・バーコフ〉）
- 冬のライオン（フィリップ王〈ティモシー・ダルトン〉）※ソフト版
- フランティック（リチャード・ウォーカー〈ハリソン・フォード〉）※ソフト版
- 暴走機関車（ランケン所長〈ジョン・P・ライアン〉）※テレビ朝日版
- 魔法使いの弟子（ナレーター〈イアン・マクシェーン〉）
- ミザリー（ポール・シェルダン〈ジェームズ・カーン〉）※日本テレビ版
- ミスター・グッドバーを探して（マーティン〈アラン・フェインスタイン〉）
- ミッション:インポッシブル2（スワンベック〈アンソニー・ホプキンス〉）※テレビ朝日版
- ミッシング（サミュエル・ジョーンズ〈トミー・リー・ジョーンズ〉）
- 山猫（ドン・ファブリツィオ〈バート・ランカスター〉）※テレビ朝日新録版
- 夕陽のガンマン（ダグラス・モーティマー〈リー・ヴァン・クリーフ〉）※DVD版
- 夢駆ける馬ドリーマー（ポップ・クレーン〈クリス・クリストファーソン〉）
- ラスト・ボーイスカウト（マイロ〈テイラー・ネグロン〉）※日本テレビ版
- ラッキー・ユー（LC・チーバー〈ロバート・デュヴァル〉）
- リーサル・ウェポン2/炎の約束（ボルステッド〈デリック・オコナー〉）※テレビ朝日版
- リトル・ヴォイス（レイ・セイ〈マイケル・ケイン〉）
- リベンジ 極限制裁（ヘラー博士〈クリストファー・プラマー〉）
- レッド・ドラゴン（ジャック・クロフォード〈ハーヴェイ・カイテル〉）※テレビ東京版
- ロング・ラン 栄光の54マイル（ベリー〈アーミン・ミューラー＝スタール〉）

#### ドラマ
- アガサ・クリスティー ミス・マープル 親指のうずき（セプティマス・ブライ〈チャールズ・ダンス〉）
- 悪魔の異形 #13（エドウィン・ロード）
- アボンリーへの道（ブレア・スタンリー）
- ER緊急救命室 シーズン2（Dr.カール・ビューセリッチ〈ロン・リフキン〉）
- インディ・ジョーンズ/若き日の大冒険（ドゴール）
- 華麗なるペテン師たち3（ウィテカー・ライト〈リチャード・チェンバレン〉）
- こちらブルームーン探偵社 シーズン2 #1（リチャード・アディソン〈チャールズ・ロケット〉）、#17（アラン・マーゴリス）
- CSI:ニューヨーク（マッケンナ）
- シャーロック・ホームズの冒険 瀕死の探偵（カルバートン・スミス〈ジョナサン・ハイド〉）
- 主任警部モース ジェリコ街の女（トニー・リチャーズ）
- 新アウターリミッツ（ポール・ステイン〈ジョン・ハード〉）
- 新・刑事コロンボ 復讐を抱いて眠れ（エリック・プリンス〈パトリック・マクグーハン〉）※日本テレビ版
- ステート・オブ・プレイ〜陰謀の構図〜（キャメロン〈ビル・ナイ〉）
- スティーヴン・キングのランゴリアーズ（ボブ・ジェンキンス〈ディーン・ストックウェル〉）※NHK版
- スナイパー/狙撃者（ジェイソン・ボーン〈リチャード・チェンバレン〉）※ソフト版
- 地球防衛軍テラホークス（タイガー・ナインスタイン博士[2]）
- 超人ハルク（デヴィッド・バナー〈ビル・ビクスビー〉）
- テンプラーの華麗な冒険（サイモン・テンプラー〈イアン・オギルビー〉）
- ナイトライダー
  - シーズン2 #1、#17（ガース・ナイト〈デビッド・ハッセルホフ〉）
  - シーズン3 #3（マーク・テイラー〈アラン・フェイスタン〉）
- ヘラクレス 選ばれし勇者の伝説（クレオン王）
- 魔術師 MERLIN（アンホーラ）
- 名探偵ポワロ ※NHK版
  - ベールをかけた女（ラビントン）
  - ホロー荘の殺人（サー・ヘンリー）
- ヤングライダーズ（ウォーカー）
  - シーズン1 #23・24（ジェレミー・スタイルズ〈デヴィッド・ソウル〉）

#### アニメ
- ポカホンタス（ジョン・ラトクリフ総督）
  - ポカホンタスII/イングランドへの旅立ち
- レミーのおいしいレストラン（オーグスト・グストー）

### ラジオドラマ
- 光る壁画（1984年11月23日、NHKラジオ第1放送）[12]
- 青春アドベンチャー「タイムスリップ明治維新」（2004年、NHK-FM放送）
- ラジオ深夜便 小劇場

### 朗読
- 相田みつを「いのちのことば」
- 松本清張「二階」「張込み」
- 寺田寅彦「寺田寅彦の“非科学的随筆記録”災害随筆集」

### ナレーション
- TV-DOS / カナリアホテル508（1991年、KTV）
- ホーンテッドマンション"ホリデーナイトメアー"